# Constantin Marinescu (politolog)
Constantin Marinescu (n. 8 martie 1928) este un politolog român, profesor universitar, doctor habilitat în științe politice, care a fost ales membru de onoare al Academiei de Științe a Moldovei.
A fost căsătorit cu Maria-Claudia (d. 2014).